# Jacob Fischer (Gitarrist)

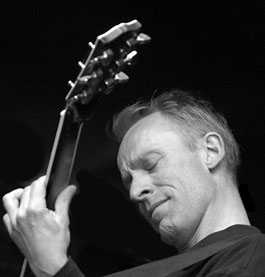
Jacob Fischer

Jacob Fischer (* Dezember 1967 in Kopenhagen) ist ein dänischer Jazzmusiker (Gitarre).

## Leben und Wirken
Jacob Fischer begann im Alter von 14 Jahren als Autodidakt Gitarre zu spielen. Im Alter von 17 Jahren trat er beim Copenhagen Jazz Festival auf. Etwa zur gleichen Zeit gewann er auch einen Jazz-Wettbewerb der dänischen Tageszeitung Berlingske Tidende mit einer Band, die Chris Minh Doky am Bass und Nikolaj Hess am Piano umfasste. Dies führte zu einem ersten Engagement im Jazzhus Montmartre in Kopenhagen.
1992 wurde er Mitglied des Quartetts von Svend Asmussen. Seitdem spielte er in zahlreichen Ensembles und mit der gesamten dänischen Jazz-Elite, darunter Allan Botschinsky, Jesper Thilo, Finn Ziegler, Bob Rockwell und der DR Big Band. Er hat auch sein eigenes Trio (mit Hugo Rasmussen am Bass und Janus Templeton am Schlagzeug) geleitet und Duos mit dem Gitarristen Doug Raney und den Bassisten Hugo Rasmussen und Mads Vinding gegründet.  Weiterhin spielte er mit internationalen Solisten wie Toots Thielemans, Art Farmer, Lee Konitz, Gary Bartz, John Abercrombie, Scott Hamilton, Adam Nussbaum, Putte Wickman, Chris Potter und Jerry Bergonzi. 2004 holte ihn Lars Danielsson ins JazzBaltica Ensemble. Er ist auch auf Aufnahmen von Allan Botschinsky (Live at the Tivoli Gardens 1996), Cæcilie Norby, von Caroline Henderson, von Sinne Eeg, von Kristin Korb, des Trios von Christina von Bülow und des Quartetts von Kristian Jørgensen mit Monty Alexander zu hören.

## Preise und Auszeichnungen
Fischer erhielt 1987 zunächst den Sørens Penge (der an den Musiker Søren Christensen erinnert). 1994 wurde er mit dem JASA-Preis der dänischen Jazzkritik geehrt und 1996 erhielt er den angesehenen Ben Webster Prize, 1998 den Jazzpreis der Kopenhagener Palæ bar. 2001 wurde Fischer mit dem dänischen Django d’Or als „Performer des Jahres“ ausgezeichnet. Als erster Jazzmusiker erhielt er 2003 den Jazzpris Silkeborg.

## Diskographische Hinweise
- Jacob Fischer, Kristian Jørgensen Duets (Music Mecca, 2000)
- Mads Vinding, Jacob Fischer Over the Rainbow (Cope, 2002)
- Jacob Fischer Trio feat. Svend Asmussen, (Gateway, 2008)[3]
- Django, (Gateway, 2010)
- Guitarist (Arbors, 2012Sørens Pen, mit Bucky Pizzarelli, Antti Sarpila, Nicki Parrott, Eddie Metz)
- Black Orpheus (Venus, 2013)
- My Romance: Tribute to Bill Evans (Venus, 2014, mit Martin Wind, Tim Horner)
- In New York City, (Arbors, 2015)[4]
- Mads Tolling Quartet Feat. Jacob Fischer Celebrating Svend Asmussen (Gateway, 2016)